# Dora Heyenn

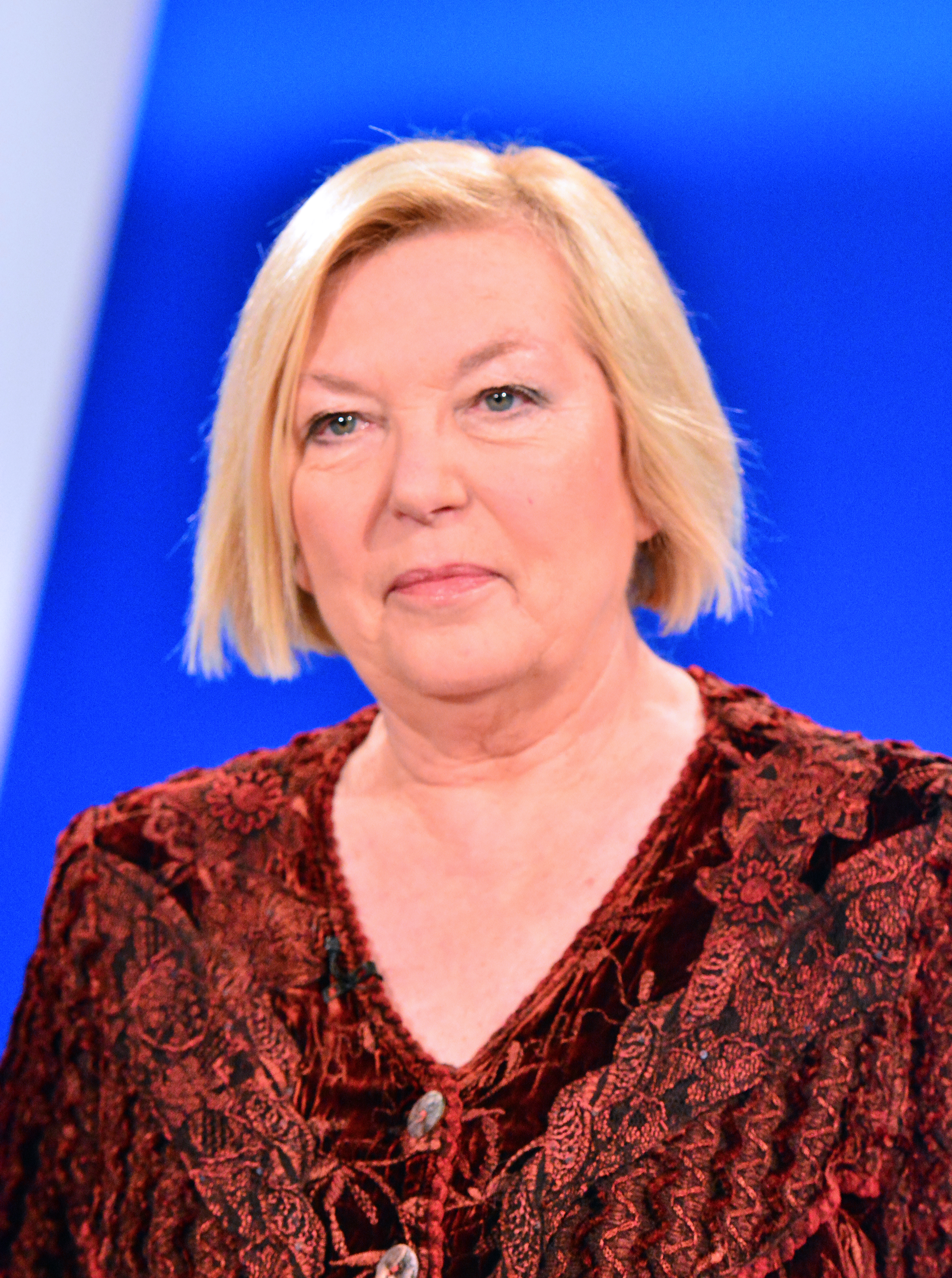
Dora Heyenn (2015)

Dora Heyenn (* 16. Mai 1949 in Kopendorf auf Fehmarn als Dora Rahlf) ist eine deutsche SPD-Politikerin (1971 bis 1999 sowie seit 2017, 2005 bis 2008 WASG und 2008 bis Ende November 2015 Die Linke). Sie war Mitglied der Hamburgischen Bürgerschaft und von 2008 bis März 2015 Vorsitzende der Linksfraktion. Zum 1. Januar 2018 trat sie der SPD-Fraktion in der Bürgerschaft bei. Der 2020 gewählten Bürgerschaft gehörte sie nicht mehr an. Dora Heyenn ist seit 2020 Vorsitzende der Arbeitsgemeinschaft für Bildung in der SPD (AfB) in Hamburg.

## Familie, Ausbildung und Beruf
Nach dem Volksschulabschluss auf Fehmarn im Jahr 1964 besuchte Dora Heyenn zunächst in Lübeck die zweijährige Handelsschule und dann 1966/67 die Höhere Handelsschule. Einem einjährigen Aufenthalt in London folgte ab 1968 der Besuch des Wirtschaftsgymnasiums in Lübeck, das sie im Jahr 1971 mit dem Abitur verließ. Anschließend studierte sie Biologie und Chemie für das Höhere Lehramt an der Universität Hamburg, wo sie auch beide Lehrerstaatsexamina ablegte. 1981 gründete sie einen Workshop-Betrieb und 1985 beteiligte sie sich an der Gründung einer Fachzeitschrift für Keramik, deren Chefredaktion sie 1988 übernahm. Ebenfalls 1988 gründete sie das Unternehmen Keramik-Forum in Bad Segeberg und wurde dort als Galeristin tätig. Sie hat mehrere Fachbücher zum Thema Keramik veröffentlicht. Zuletzt war sie Lehrerin für Biologie und Chemie an einer Schule in Hamburg-Tonndorf. Sie gehört der Gewerkschaft Erziehung und Wissenschaft an und war Mitglied des Gesamt-Personalrats in der Behörde für Schule und Berufsbildung.
Heyenns Ehemann Günther (1936–2009) gehörte in den Jahren 1976 bis 1994 für die SPD dem Deutschen Bundestag an. Die beiden haben drei Kinder.

## Partei
Beeinflusst von Jochen Steffen, dem damaligen Landesvorsitzenden in Schleswig-Holstein, trat Dora Heyenn 1971 der SPD bei. Bereits 1972 wurde sie in den Kreisvorstand der SPD im Kreis Segeberg gewählt. Im Jahr 1978 wurde sie Vorsitzende der Arbeitsgemeinschaft sozialdemokratischer Frauen im Kreis Segeberg. Von 1979 bis 1983 gehörte sie dem Landesvorstand der SPD in Schleswig-Holstein an. Aus Protest gegen die Politik Gerhard Schröders trat Heyenn 1999 aus der SPD aus.
Im Jahr 2005 beteiligte sie sich an der Gründung der WASG. Durch deren Fusion mit der PDS kam sie 2007 zur Partei Die Linke. Im Juni 2012 kandidierte sie für den Parteivorsitz ihrer Partei. Sie unterlag mit 29,3 % der abgegebenen Stimmen Katja Kipping.
Im November 2015, neun Monate nachdem sie ihren Austritt aus der Linksfraktion bekannt gegeben hatte, trat sie auch aus der Partei aus. Vier Jahre nach der Wahl zur Vorsitzenden der Arbeitsgemeinschaft für Bildung in der SPD in Hamburg wurde sie 2024 für eine weitere Amtszeit gewählt.

## Abgeordnete
Vom 7. November 1990, als sie für Ulrich Meyenborg nachrückte, bis 1992 war Heyenn Abgeordnete im Landtag von Schleswig-Holstein. Bei der Bürgerschaftswahl in Hamburg 2008 gelang ihr als Spitzenkandidatin der Partei Die Linke der Einzug in die Hamburgische Bürgerschaft mit 6,4 %.
Bei der Wahl 2011 war Heyenn erneut Spitzenkandidatin der Partei Die Linke und erreichte erneut 6,4 %. Von März 2008 bis 2. März 2015 war sie Fraktionsvorsitzende der Fraktion Die Linke in der Hamburgischen Bürgerschaft.
Bei der Bürgerschaftswahl 2015 führte sie die Linke erneut als Spitzenkandidatin mit einem verbesserten Ergebnis wieder in die Bürgerschaft. Sie bekam 27.591 Direktstimmen – mehr als doppelt so viel wie Cansu Özdemir (12.794) und erheblich mehr als Sabine Boeddinghaus (6097). Da sich der Landesvorstand nach der Wahl für die Bildung einer Doppelspitze in der Fraktionsführung aussprach und sie von lediglich fünf der elf Abgeordneten Zustimmung erhielt, verzichtete sie darauf, erneut als Fraktionsvorsitzende zu kandidieren, und trat aus der Linksfraktion aus. Özdemir und Boeddinghaus wurden in Folge zur Fraktionsspitze gewählt. Nach ihrem Rücktritt aus der Fraktion verließ Heyenn in November 2015 auch die Partei Die Linke. Seitdem war sie partei- und fraktionsloses Mitglied in der Bürgerschaft.
Nach den gewaltsamen Protesten gegen den G20-Gipfel erklärte sie in der Bürgerschaftssitzung am 12. Juli 2017 ihren Wiedereintritt in die SPD. Sie ist zum 1. Januar 2018 auch der SPD-Bürgerschaftsfraktion beigetreten.

## Veröffentlichungen
- Keramikkursbuch 1. Daumendrucktechniken. Econ, München 1986, ISBN 3-612-20215-4.
- Keramikkursbuch 2. Dekorationstechniken. Econ, München 1987, ISBN 3-612-20358-4.
- Keramikkursbuch 3. Rustikale Oberflächen. Econ, München 1987, ISBN 3-612-20236-7.
- Keramikkursbuch 4. Glasuren. Econ, München 1988, ISBN 3-612-20287-1.
- Keramikkursbuch 5. Hohlkörper – Klopftechnik. Econ, München 1988, ISBN 3-612-20313-4.